# New Zealands herrelandshold i rugby
New Zealands herrelandshold i rugby, almindeligvis kendt som All Blacks (maori: Ōpango), repræsenterer New Zealand i international rugby, der betragtes som landets nationalsport. All Blacks, der er berømte for deres uovertrufne internationale succes, er ofte blevet betragtet som det mest succesrige sportshold i menneskehedens historie.
Holdets første kamp fandt sted i 1884 i New South Wales og deres første internationale testkamp i 1903 mod Australien i Sydney. Det følgende år var New Zealand vært for deres første test på hjemmebane, en kamp mod et hold fra de Britiske Øer i Wellington. Derefter fulgte 34 kampe på turne i Europa og Nordamerika i 1905 (som omfattede fem testkampe), hvor New Zealand kun led ét nederlag: deres første i en testkamp mod Wales.
New Zealands tidlige uniformer bestod af en sort trøje med en sølvbregne og hvide shorts. Ved turneen i 1905 var de iført helt sort, bortset fra sølvbregnen, og navnet "All Blacks" stammer fra denne tid.
Holdet udfører en haka før hver kamp; dette er en maori-udfordring. Traditionelt bruger All Blacks Te Rauparahas haka Ka Mate, selvom spillere også har udført Kapa o Pango siden 2005.